# Eerste Martinistische opperraad
De Eerste Martinistische Opperraad werd in 1891 opgericht. Tijdens de eerste bijeenkomst, welke plaatsvond op 10 september 1891, werd Papus tot voorzitter verkozen.
De stichtende leden waren:
- Papus
- Augustin Chaboseau
- Paul Adam
- Charles Barlet
- Maurice Barrès
- Jacques Burget
- Lucien Chamuel
- Stanislas de Guaita
- Julien Lejay
- Georges Montière
- Joséphin Péladan
- Paul Sédir

Na een tijd verliet Maurice Barrès de opperraad en werd vervangen door Marc Haven.
Péladan ging ook weg en werd vervangen door Victor-Emile Michelet.